# Guermantes
Guermantes – miejscowość i gmina we Francji, w regionie Île-de-France, w departamencie Sekwana i Marna.

## Znane osoby
- Maurice Boitel, malarz
- Adolphe Retté, pisarz

Według danych na rok 1990 gminę zamieszkiwało 1128 osób, a gęstość zaludnienia wynosiła 895 osób/km² (wśród 1287 gmin regionu Île-de-France Guermantes plasuje się na 603. miejscu pod względem liczby ludności, natomiast pod względem powierzchni na miejscu 884.).